# Los Guayos
Los Guayos é um município da Venezuela localizado no estado de Carabobo.
A capital do município é a cidade de Los Guayos.